# Puskaitis
Puskaitis – w mitologii bałtyjskiej, bóg obfitości, władca skrzatów.